# علي العمري (داعية سعودي)
علي العمري (11 فبراير 1973) أكاديمي وداعية إسلامي سعودي دكتوراه في أصول الفقه الإسلامي. رئيس جامعة مكة المكرمة المفتوحة. اقترن اسم العمري بقناة فور شباب المعتدلة ذات الخطاب العقلاني الموجه إلى الشباب السعودي. ألف العمري أكثر من 70 كتابا وأنتج أكثر من 20 برنامجا تلفزيونيا. حصل على لقب سفير السياحة العربية لعام 2012 عن برنامجه مذكرات سائح. اختير سفيرا للنوايا الحسنة للشباب والإنسانية في الأمم المتحدة. اعتقلته السلطات السعودية منذ 9 سبتمبر عام 2017.

## عن حياته
ولد في مدينة جدة، وهو من منطقة المخواة جنوب المملكة العربية السعودية. والده هو: حمزة بن أحمد العلواني العُمري ، نشأ منذ صغره على حب العلم وأهله ودرس في حلقات الشيخ القرعاوي. وكان والده قنصلاً سعودياً في عدد من الدول، وكان طيلة فترة عمله مُكْرِماً للعلماء والدعاة في البلاد التي يعمل بها، ومن أكبر زملائه محبة له العلامةُ المحدث الشيخ : عبد القادر الأرناؤوط.
وجدُّهُ لأبيه الشيخ أحمد العلواني، من مشاهير المشايخ في المنطقةِ، أوفده الشيخ : عبد العزيز بن باز للدعوة في منطقته، وكان الشيخ أحمد شديد الإتباع للسنة، حتى إنَّ الشيخ المحدث : محمد ناصر الدين الألباني، قال عنه : لم أر في حياتي متبعاً للسنة وآثارها كالشيخ أحمد العلواني. تأثّر الشيخ علي العمري بجدِّهِ كثيراً في منهجه العبادي، وحرصه على السنة.
وفي سبتمبر 2017 اعتقلت السلطات السعودية الشيخ علي العمري.

## دراسته
- تنقّل في المدارس النظامية، فبدأ مراحله الأولى في بلاد الشام، عندما كان والده قنصلاً للسعودية في سوريا عام 1980.

أتمَّ بقية المراحل التعليمية في السعودية حتى حصل على درجة البكالوريوس في العلوم، وكان سبب اختياره لهذا التخصص ما عرف عنه من الاهتمام الشديد بعلم الإعجاز العلمي، حيث كان علي العمري من أوائل من أصدر برنامجاً حاسوبياً عن أهمّ وآخر ما وصل إليه الإعجاز العلمي من حقائق ومكتشفات، وكان هذا البرنامجُ عبارةً عن بحثِ تخرّجٍ أعدّه مع بعض زملائِهِ.
بعد تخرجه من مرحلة البكالوريوس واصل دراسته الشرعية في جامعة أم القرى بمكة المكرمة وتخرج بشهادة (دبلوم الشريعة العالي)، ثم حصل على درجة الماجستير في أصول الفقه بتقدير ممتاز من الجامعة الوطنية في اليمن، وكان عنوان رسالته: فقه الضرورة والحاجة بين القواعد الفقهية والأدلة الأصولية وتطبيقاتها المعاصرة، وقد أشرف عليها الشيخ الدكتور: عبد الله بن بيه.
أكمل مرحلة الدكتوراه في الفقه المقارن من جامعة الجنان بطرابلس وكان عنوان رسالته (الفتح الرباني شرح نظم رسالة ابن أبي زيد القيرواني دراسة وتحقيق)، وحظيت هذه الرسالة بتقدير ممتاز، وبإشراف كل من : الشيخ الدكتور : عبد الله بن بيه والعلامة المحدث الشيخ خلدون الأحدب.

## أبرز شيوخه
تلقى فضيلته العلم على عدد من العلماء، وكان من أبرز العلماء الذين درس عليهم:
الشيخ عبد العزيز بن باز في التوحيد وشرح بلوغ المرام.
المحدث عبد القادر الأرناؤوط في الحديث والمصطلح
الفقيه الشيخ الدكتور عبد الله بن بيه في السيرة والفقه والأصول والعقيدة
الفقيه الشيخ محمد الحسن الددو في العقيدة والأصول والفقه والتفسير والحديث.
المحدث الشيخ خلدون الأحدب في علوم الحديث والحديث.
المقرئ الشيخ محمد محمود حوا في التجويد والقراءات
الفقيه الشيخ محمد الزعبي في الفقه والحديث والسيرة واللغة.
الفقيه الشيخ حسن أيوب في الفقه.
الفقيه الشيخ علي بن محمد السبيل في الفقه.
المفسر الشيخ محمد جودت في اللغة والحديث.

## مراكز شغلها
من الأنشطة العامة والمراكز التي عمل فيها الدكتور علي العمري مايلي:
- عضو مجلس المشرفين بالجمعية الخيرية لتحفيظ القرآن الكريم بجدة من عام 1417هـ حتى عام 1421هـ.
- عضو لجنة مسابقة القرآن الكريم بمحافظة جدة لعامي 1420 - 1421هـ.
- مشرف على العديد من المراكز الصيفية التابعة لإدارة التعليم وجمعية تحفيظ القرآن الكريم بجدة.
- رئيس لجنة إحياء السنة التابعة للمكتب التعاوني للدعوة والإرشاد بالمنطقة الصناعية بجدة من 1422- 1425هـ
- مؤسس ومشرف معهد مكة المكرمة بجدة.
- مؤسس ورئيس تحرير مجلة الفتيان من عام 1421 - 1427هـ.
- أستاذ الفقه بمعهد مكة المكرمة بجدة.
- مدير مؤسسة مكة المكرمة الخيرية بجدة.
- رئيس جامعة مكة المكرمة المفتوحة
- رئيس منظمة فورشباب العالمية.
- مؤسس ورئيس مجلس إدارة قناة فور شباب الفضائية، وموقع ومنتديات فور شباب.
- الأمين العام لرابطة الفن الإسلامي العالمية.
- المشرف والأمين العام لجائزة الشباب العالمية لخدمة العمل الإسلامي.
- مؤسس ورئيس مركز ومقهى فور شباب بجدة

## إمامته وخطابته
تولى إمامة وخطابة المسجدين التاليين:
- إمام وخطيب مسجد الرحمة بحي الأمير فواز بجدة من عام 1413 - 1420هـ.[1]
- إمام وخطيب جامع الشيخ عبد العزيز بن باز بجدة من عام 1421هـ - 1427هـ.[1]

يتميز بالوضوح والشفافية ومن أشهر خطبه:
1. خليج الخرفان - فرعون الزمان - من يؤمِّن روع العراق - أسد القدس .
2. أمير الأنام وخطبة التفاهم هو الحل.

## الشهادات العلمية الحاصل عليها
حصل الشيخ د.علي العمري على العديد من الإجازات ومن أهمها :
- إجازة في رواية حفص عن عاصم، من طريق الشاطبية، بالسند المتصل إلى النبي صلى الله عليه وسلم.
- إجازة في متن الجزرية، بالسند المتصل إلى الناظم.
- إجازة في كتاب الباعث الحثيث لابن كثير، بالسند المتصل إلى المؤلف.
- إجازة في الكتب الستة، بالسند المتصل إلى المؤلفين

## مؤلفاته
ألف الدكتور علي العمري عدد من المؤلفات في عدد من المجالات منها:

### قضايا الشباب والتربية
من مؤلفاته في هذا المجال :
- حوار مع وسواس.
- حصاد الفتيان.
- مشكلات وحلول في حياة الشباب
- من وحي الشباب
- قلبي يحدثكم

### قضايا الفكر الدعوة
من مؤلفاته في هذا المجال:
- كيف تبني ثقافتك
- زاد الرواحل.
- طل الحبيب إلى المحبوب.
- النقد الدعوي مراجعة لا رجوع.
- رؤية تطويرية للصحوة الإسلامية
- سلفي في كافيه.
- قضايا دعوية معاصرة.
- قضايا فكرية معاصرة.

### قضايا الروح والإيمانيات
من مؤلفاته في هذا المجال:
- قافلة النور
- أمير الأنام
- الصحة الإيمانية
- الإحساس بالذنب.
- كنوز الحسنات.
- دعاء وأذكار.
- محبة الرسول للشيخ محمد الحسن الددو (تحقيق).

### قضايا الشريعة والفقه
من مؤلفاته في هذا المجال:
- الفتح الرباني في شرح متن رسالة ابن أبي يزيد القيرواني على المذاهب الأربعة (تحقيق ودراسة).
- سلسلة ورؤية وسطية شرعية في قضايا عصرية
- فقه المواسم.
- مصادر الإجماع.
- النشيد الإسلامي المعاصر.. نشأته ووظيفته.. أحكامه وضوابطه.

### كتب اعتنى بها دراسة وتخريجاً ومراجعه
- نثر الإفادات على متن الورقات للعلامة محمد الحسن الددو (دراسة تحقيق).
- المغني المفيد شرح التوحيد للعلامة محمد الددو (دراسة وتحقيق).
- فقه العصر محمد الحسن الددو (دراسة تحقيق).
- الفقه المضيء محمد الحسن الددو (دراسة تحقيق).
- الدرر الحسنية على متن الأربعين النووية محمد الحسن الددو (دراسة تحقيق).
- اليوم الآخر حكم ومشاهد محمد الحسن الددو (دراسة تحقيق).
- النهر العذب من نفائس محاضرات محمد الحسن الددو (دراسة تحقيق).

## اعتقاله
اعتقلته السلطات السعودية في 9 سبتمبر 2017 ضمن حملات اعتقال الدعاة والمثقفين في السعودية بعد أن أصبح الأمير محمد بن سلمان وليا للعهد في 21 يونيو عام 2017. في 5 سبتمبر عام 2018 طالبت النيابة العامة السعودية المحكمة الجزائية المتخصصة بإصدار حكم القتل تعزيراً بعد أن وجهت له أكثر من ثلاثين تهمة منها تشكيل منظمة شبابية لتحقيق أهداف تنظيم سري إرهابي داخل المملكة.

## وصلات خارجية
- موقع الدكتور علي العمري الرسمي